# Däulet Äbsälimow
Däulet Äbsälimow (kaz. Дәулет Әбсәлімов) – kazachski zapaśnik walczący w stylu klasycznym. Siódmy w Pucharze Świata w 2014 roku.